# Аксянцев, Моисей Израилевич
Моисе́й Израи́левич Акся́нцев (2 сентября 1897, Черея, Черейская волость, Сеннинский уезд, Могилёвская губерния, Российская империя — 10 января 1965, Казань) — советский врач, патофизиолог, доктор медицинских наук (1937), профессор (1935), заведующий отделением экспериментальной хирургии Казанского государственного института усовершенствования врачей (с 1954).

## Биография
Родился 2 сентября 1897 года в местечке Черея, Черейская волость, Сеннинский уезд, Могилёвская губерния (ныне Витебская область, Белоруссия), Российская империя, в семье портного.
В 1918 году поступил в Воронежский университет на медицинский факультет. Во время Гражданской войны в России был призван в Красную армию, служил в Запасной армии в Казани.
В 1921 году был демобилизован и зачислен на медицинский факультет Казанского университета. В 1923 году начал учёбу в ординатуре у профессора М. Н. Чебоксарова. В 1926 году проходил научную командировку в Германии.
В 1928 году стал организатором и директором Казанского туберкулезного института. С 1929 по 1930 год преподавал в Казанском медицинском институте.
В 1930 году начал работать в Казанском государственном институте усовершенствования врачей (ГИДУВ), в 1933 году назначен ректором этого института. С 1935 по 1937 год работал заместителем Народного комиссара здравоохранения Татарской АССР.
В 1937 году был необоснованно арестован по обвинению в участии в троцкистской организации, в том же году приговорён к 10 годам исправительно-трудового лагеря. С 1946 по 1947 год работал заведующим терапевтическим отделением больницы в Хабаровском крае.
В 1947 году вернулся в Казань, где был назначен заведующим физиологической лабораторией в Научно-исследовательском институте травматологии и ортопедии.
В 1949 году вновь был арестован и приговорён к пяти годам ссылки в Красноярском крае. Там с 1949 по 1954 год работал заведующим терапевтическим отделением Северно-Енисейской районной больницы.
В 1954 году был полностью реабилитирован, в том же году стал заведующим отделением экспериментальной хирургии Казанского государственного института усовершенствования врачей.
Моисей Аксянцев занимался изучением функций лимфатической системы в организме, пораженном лучевой болезнью, иммунологии и патохимии туберкулеза, травматологии и восстановительной хирургии. Написал научные труды по этим темам. Был консультантом 5 докторских и руководителем 7 кандидатских диссертаций.
Умер 10 января 1965 года в Казани.

## Семья
- Жена — Зельфа Израилевна Малкина (1902—1989), врач-педиатр
- Сын — Альфред Моисеевич Аксянцев (1936—2021), математик
- Дочь — Нинэль Моисеевна Аксянцева (род. 1933), композитор и музыкальный педагог (фортепиано)

## Известные адреса
- Казань, Галактионовская улица, дом 57[6].